# Rudy Stevenson
Rudolf „Rudy“ Stevenson (* 1929 in New York City; † 12. Dezember 2010 in Berlin) war ein US-amerikanischer Blues-, Soul- und Jazzgitarrist, Flötist, Musikproduzent und Komponist.

## Leben
Stevenson spielte zunächst Saxophon und wendete sich aufgrund der Begrenzungen durch das lokale Cabaret Law der Rhythmusgitarre zu. Zu Beginn seiner Karriere trat er mit Lloyd Price auf. In den 1960ern spielte er fünf Jahre in der Begleitband von Nina Simone, mit der er insgesamt neun Alben aufnahm (u. a. I Put a Spell on You oder My Baby Just Cares for Me) und zu ihrem Repertoire seine Kompositionen wie Ain’t No Use und I’m Gonna Leave You beisteuerte. Ferner arbeitete er in dieser Zeit mit Sheila Jordan, Wynton Kelly (für den er Out Front schrieb), Cedar Walton (Soul Cycle, 1969) und Dexter Gordon.
Seine Kompositionen wurden u. a. von George Benson, Dexter Gordon, Jocelyn B. Smith und Joe Zawinul eingespielt. Herbie Mann nahm 1966 „Comin’ Home Baby“ auf; ein weiterer bekannter Song war Don’t Cha Hear Me Calling to Ya, die Rückseite des 5th Dimension-Hits Aquarius. Anfang der 1980er Jahre war er kurz Mitglied des von Mercer Ellington geleiteten Duke Ellington Orchestra, mit dem er an dem RCA-Album Duke Ellington’s Sophisticated Ladies (1981) mitwirkte. 1988 zog er nach Berlin, wo er seitdem als Komponist und Produzent arbeitete und verschiedene Bands leitete. Mit der Funk- und Soulsängerin Lia Andes arbeitete er mehrere Jahre zusammen, schrieb Songs für sie und nahm mehrere Alben auf (This Masquerade). Er legte auch eigene Alben (wie Blues March, Vol. 1) auf seinem Label RSI vor, trat regelmäßig im Berliner Yorckschlösschen auf, u. a. mit seinen Rudy Stevenson All-Stars, zu denen auch Bobby Durham gehörte.